# Erdős–Woodstal
Inom talteori är ett positivt heltal k ett Erdős–Woodstal om det har följande egenskap:
det finns ett positivt heltal a sådant att i följden (a, a + 1, …, a + k) har varje element  gemensamma faktor med antingen a eller a + k. Talen är uppkallade efter Paul Erdős och Alan R. Woods.
De första Erdős–Woodstalen är
16, 22, 34, 36, 46, 56, 64, 66, 70, 76, 78, 86, 88, 92, 94, 96, 100, 106, 112, 116, 118, 120, 124, 130, 134, 142, 144, 146, 154, 160, 162, 186, 190, 196, 204, 210, 216, 218, 220, 222, 232, 238, 246, 248, 250, 256, 260, 262, 268, 276, 280, 286, 288, 292, 296, 298, 300, 302, 306, 310, 316, 320, 324, 326, 328, 330, 336, 340, 342, 346, 356, 366, 372, 378, 382, 394, 396, 400, 404, 406, 408, 414, 416, 424, 426, 428, 430, … (talföljd A059756 i OEIS)
(0 och 1 kan också räknas med.)
Studien av sådana tal härstammar från följande förmodan av Paul Erdős:
Det finns ett positivt heltal k så att varje heltal a bestäms unikt av listan av primtalsdelare av a, a + 1, …, a + k.
David L. Dove bevisade 1989 att det finns oändligt många Erdős–Woodstal. 